# Drassyllus covensis
Drassyllus covensis är en spindelart som beskrevs av Harriet Exline 1962. Drassyllus covensis ingår i släktet Drassyllus och familjen plattbuksspindlar. Inga underarter finns listade i Catalogue of Life.